# Дзета Золотої Риби
Дзета Золотої Риби (лат. Zeta Doradus, ζ Dor) — молода зоряна система, розташована приблизно за 38 світлових років від нас. Система складається з двох далеко віддалених зірок, причому основна досить яскрава, щоб її можна було спостерігати неозброєним оком, а вторинна набагато слабша зірка, для спостереження за якою потрібне телескопічне обладнання.

## Компоненти
Дзета Золотої Риби А — яскрава зірка високого власного руху зі спектральним типом F7V, що означає, що це зірка головної послідовності, гарячіша та яскравіша за Сонце. З видимою зоряною величиною 4,71 це приблизно восьма за яскравістю зірка в сузір’ї Золотої Риби.
Хоча було відомо, що Дзета Золотої Риби B яка є сусідньою зіркою принаймні з часів Каталогу найближчих зірок Глізе, що це звичайний правильний супутник Дзети Золотої Риби A, який був утворений набагато пізніше завдяки супутниковим даним Гіппаркоса. Дві зірки утворюють широку подвійну систему з фізичною відстанню між компонентами приблизно 0,018 парсек (0,06 світлових років), що становить приблизно 3700 астрономічних одиниць. Це можна порівняти з відстанню в 15000 астрономічних одиниць між Альфа Центавра AB і Проксима Центавра.
Обидва компоненти системи демонструють значну активність: логарифм R'HK зірок дорівнює -4,373 і -4,575 відповідно, тоді як зірка є «тихою», якщо має логарифм R'HK <-4,8. Це свідчить про молодість системи; справді, оцінений вік Дзета Золотої Риби A становить лише 0,58 мільярда років, приблизно восьма частина сонячного віку.